# The Daily Grind
The Daily Grind, No Use for a Names tredje album, släpptes 1993.

## Låtar på albumet
1. "Until It's Gone"
2. "Old What's His Name"
3. "Permanent Rust"
4. "Biomag"
5. "Countdown"
6. "Hazardous to Yourself"
7. "The Daily Grind"
8. "Feeding the Fire"